# Jüdischer Friedhof (Westerstede)

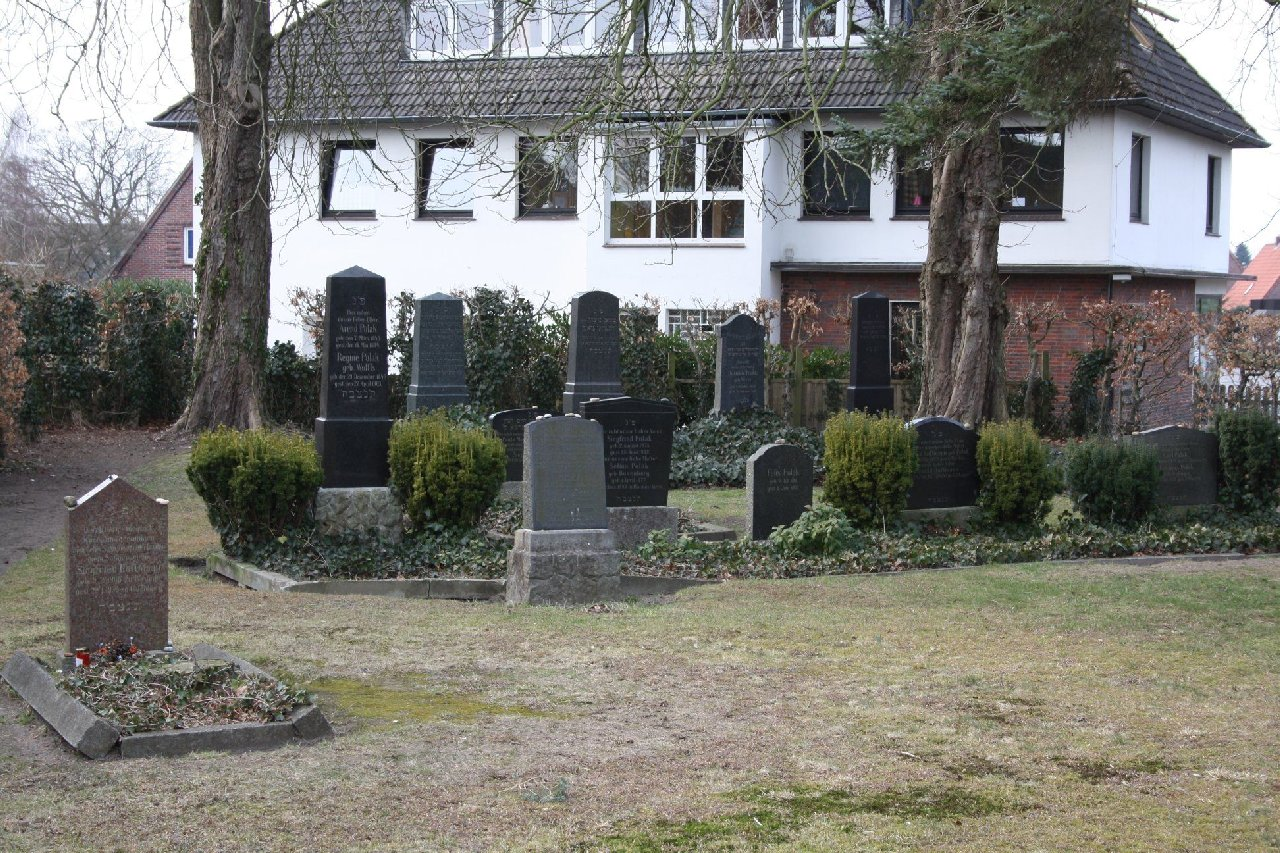
Jüdischer Friedhof Westerstede

Der Jüdische Friedhof Westerstede in der niedersächsischen Stadt Westerstede ist der einzige jüdische Friedhof im Landkreis Ammerland.
Der Friedhof Am Esch 10 wurde von 1891 bis 1952 belegt. Es sind 12 Grabsteine erhalten.